# غلامرضا خواجه‌سروی
غلامرضا خواجه سروی استاد دانشگاه و سیاستمدار ایرانی است که هم‌اکنون مدیرکلی امور آموزش سازمان برنامه و بودجه را برعهده دارد.
وی دانش‌آموخته دانشگاه امام صادق و عضو هیئت علمی این دانشگاه بود که پس از پیروزی محمود احمدی‌نژاد در سال ۱۳۸۴، ابتدا قائم مقام محمدباقر خرمشاد معاون فرهنگی و اجتماعی وزارت علوم در دوران محمدمهدی زاهدی شد. با انتخاب کامران دانشجو برای تصدی وزرات علوم در دولت نهم، خرمشاد از وزارت علوم خارج شد و جای خود را برای خواجه سروی باز کرد و بدین ترتیب خواجه سروی معاون اجتماعی و فرهنگی کامران دانشجو شد.
در آبان ماه ۱۳۹۲ رضا فرجی دانا وزیر علوم غلامرضا خواجه سروی را از معاونت فرهنگی و اجتماعی وزارت علوم برکنار کرد و در آذرماه ۱۳۹۲ به جای او سید ضیاء هاشمی را منسوب کرد.
از اسفندماه ۱۳۹۶ از سوی معاونت فرهنگی آستان قدس رضوی، خواجه سروی به عنوان مدیرعامل موسسه کتابخانه و موزه ملی ملک منصوب شد و در تاریخ اول خرداد ماه ۱۴۰۱ برکنار شد.
دکتر خواجه سروی در دانشکده حقوق و علوم‌سیاسی، دانشگاه علامه طباطبایی مدرس دروس تخصصی رشته علوم سیاسی است.

## ماجرای سه هزار بورسیه
پس از پایان دولت محمود احمدی‌نژاد، محمدعلی نجفی، سرپرست موقت وزارت علوم در دولت یازدهم، که اقدام به انتشار اسامی به عنوان بورس‌شوندگان غیرقانونی نموده بود، در جلسه‌ای در مجلس شورای اسلامی، چنین گفت: 
در دوره گذشته، یک نفر در وزارت علوم، به تنهایی ۷۵۰ نفر و مسئول دیگری ۹۰ نفر را برای اعطای بورسیه معرفی کرده است.
 وب‌گاه سحام نیوز، غلامرضا خواجه سروی را همان فردی دانسته که محمدعلی نجفی، از وی به عنوان اعطاکنندهٔ ۷۵۰ بورسیه غیرقانونی، یاد کرده‌است.
اما پس از بررسی‌های انجام شده مشخص شد تنها ۳۰ نفر از بورسیه‌های اعطاء شده در این دوران شرایط لازم را نداشته‌اند و حتی برخی افراد از فرزندان چهره‌های اصلاح طلب بوده‌اند. این در حالی است که در دورهٔ پیشین نیز بورسیه‌هایی از سوی دولت اعطا شده بود که برخی مدعی هستند تعداد زیادی از افرادی که برای آن انتخاب شده بودند از طریق رانت وارد شده بودند.